# Halny Potok
Halny Potok (słow. Hôľny potok) – potok spływający Doliną Halną (Hôľne) w słowackich Tatrach Zachodnich. Ma źródła na wysokości około 1430 m w masywie Babek (Babky), pomiędzy Fatrową (Fatrová) a grzbietem Straż (Stráž). Spływa Doliną Halną w kierunku południowo-zachodnim. Na wysokości przełęczy Ujście (Ústie) ostro zakręca i zmienia kierunek na północno-zachodni, potem zachodni. Od przełęczy Ujście płynie dolną częścią Doliny Halnej zwaną Studzienkami (Studienky). Jest to skalisty, wąski i ciasny kanion. W należącym do Liptowskich Matiaszowiec osiedlu Podmesztrowa (Podmeštrova) uchodzi do Suchego Potoku Sielnickiego (Suchý potok) jako jego lewy dopływ. Następuje to na wysokości ok. 710 m, w miejscu o współrzędnych 49°10′19,6″N 19°34′41,7″E/49,172111 19,578250. W pobliżu ujścia Halny Potok tworzy wodospad Skoki. Cały bieg potoku znajduje się w obszarze zalesionym.